# Норденшёльд, Отто
Нильс Отто Густав Норденшёльд (швед. Nils Otto Gustaf Nordenskjold, род. 6 декабря 1869 г. Сёбелё, близ Йёнчёпинга — ум. 2 июля 1928 г. Гётеборг) — шведский полярный исследователь и геолог.

## Биография
Отто Норденшёльд являлся племянником выдающегося шведского учёного и исследователя Арктики Адольфа Эрика Норденшёльда. После окончания университета в Уппсале он в 1894 году защищает докторскую работу по геологии, позднее занимает должности доцента и профессора (с 1905 года — профессор географии и этнографии университета в Гётеборге). В конце XIX столетия Норденшёльд возглавляет несколько геолого-минералогических экспедиций в Патагонию, а в 1898 году — в Аляску и район Клондайка.
В 1901 году он, наряду с капитаном Карлом А. Ларсеном, руководит шведской антарктической экспедицией. После остановки в Буэнос-Айресе судно «Антарктик» с участниками экспедиции вошло в зону дрейфующих льдов. Здесь Норденшёльд с пятью спутниками высадился на острове Сноу-Хилл, рассчитывая пробыть в Антарктике до весны следующего года. Экспедиционное судно ушло на север, однако было затёрто среди льдов и 12 февраля 1903 года затонуло. 16 членам экипажа вместе с капитаном удалось высадиться на вулканический остров Паулет. Путешественники были спасены проходившим поблизости аргентинским корветом «Уругвай» и в декабре 1903 года доставлены в Буэнос-Айрес. Несмотря на морскую катастрофу, шведская экспедиция рассматривалась как серьёзный научный успех (обернувшийся, впрочем, для Норденшёльда серьёзными финансовыми потерями).
В 1909 году учёный проводит исследования в Гренландии, в начале 20-х годов — в Перу и Чили.

## Научное признание
В честь Отто Норденшёльда были названы ряд географических объектов: озеро Норденшёльда в Торрес-дель-Пайне (Чили), часть океанского побережья на восточной части Антарктического полуострова, ледник и гора на острове Южная Георгия и др.